# Louvie-Juzon

Louvie-Juzon este o comună în departamentul Pyrénées-Atlantiques din sud-vestul Franței. În 2009 avea o populație de 1.113 de locuitori.

## Evoluția populației
| An        | 1975  | 1982  | 1990  | 1999 | 2006  | 2009  |
| --------- | ----- | ----- | ----- | ---- | ----- | ----- |
| Populație | 1.057 | 1.023 | 1.014 | 981  | 1.100 | 1.113 |